# Arrivé
Arrivé es un rascacielos de 130 m y 41 pisos en el barrio de Belltown de la ciudad de Seattle, en el estado de Washington (Estados Unidos). El proyecto de 190 millones de dólares, originalmente llamado Torre Potala en honor al Palacio Potala en el Tíbet, fue diseñado por Weber Thompson y consta de 342 apartamentos y un hotel de 142 habitaciones. Fue financiado parcialmente por ciudadanos chinos a través del programa de visas EB-5 y comenzó a construirse en abril de 2015.
La construcción se suspendió en agosto de 2015, cuando los activos del desarrollador del proyecto Lobsang Dargey fueron congelados por una orden judicial después de una demanda por fraude civil por parte de la Comisión de Bolsa y Valores. (SEC). La SEC alega que Dargey desvió fondos del proyecto para sus propios usos personales, incluida la compra de su casa en Bellevue y juegos de azar. Luego, el proyecto fue transferido a un administrador judicial designado y luego despojado de su elegibilidad EB-5. En mayo de 2016, el juez presidente aprobó un plan de dos empresas para comprar la participación de Dargey en el proyecto y reiniciar la construcción, pendiente de la aprobación de los inversores EB-5; en octubre, las dos empresas firmaron un acuerdo para reiniciar la construcción y cambiar la marca del proyecto. La torre se completó y abrió en febrero de 2019.

## Diseño y arquitectura
Arrivé fue diseñado por el estudio de arquitectura de Seattle Weber Thompson con elementos que hacen referencia a la sala de cine Seattle Cinerama, ubicada junto a la propiedad. El proyecto se llamó originalmente "Cinema Tower", antes de su transferencia a Dargey Development.
La torre en sí tiene 41 pisos, incluidos 254,8 m² de espacio comercial a nivel del suelo, 329 plazas de aparcamiento, 142 habitaciones de hotel y 344 apartamentos que comprenden los pisos 11 a 41. Las comodidades incluyen una terraza en el séptimo piso para el hotel y una terraza en la azotea para los residentes del apartamento; el diseño original para la terraza de la azotea incluía una sala de cine al aire libre. El Sound Hotel opera dentro de la torre, ocupando los pisos 2 al 10, e incluye un salón, espacios para reuniones, un gimnasio y un bistró. Los apartamentos van desde un estudio de 48 m² hasta un ático de 173,6 m².
El proyecto busca una certificación LEED Silver.

## Historia

### Planificación y construcción
El sitio de 1⁄3 de acre (0.13 ha), frente a la 4th Avenue entre las calles Blanchard y Lenora y ubicado junto al teatro Seattle Cinerama en Belltown, fue comprado por HAL Real Estate Investments en 2008 por $ 5 millones. HAL solicitó permisos para construir un edificio de 38 pisos con 365 apartamentos, llamado "Cinema Tower".
En 2013, el desarrollador Lobsang Dargey compró la propiedad a HAL por 11,5 millones de dólares y anunció su intención de construir una torre de uso mixto en el sitio. Dargey, un ex monje budista tibetano que emigró a Seattle en 1997, planeaba financiar el proyecto con visas EB-5 a través de su empresa, Path America. El enfoque del proyecto para la financiación EB-5 también fue promovido por el vicegobernador Brad Owen durante un viaje estatal a Shanghái en 2014. La torre propuesta, ahora llamada "Potala Tower" en honor al Palacio Potala en Lhasa, Tíbet, se inauguró en julio de 2014; Hotel Indigo fue identificado como el operador del hotel 142 en la torre. La construcción del proyecto estaba programada para comenzar más tarde ese año y terminar en 2017.
Dargey estuvo acompañado por el alcalde Ed Murray y el actor Tom Skerritt, un amigo personal suyo, en una ceremonia de inauguración del proyecto el 28 de agosto de 2014. La ceremonia, que incluyó una bendición de los monjes budistas y los participantes vistiendo khatas tradicionales (un tipo de bufanda budista ceremonial), marcó el comienzo de la demolición del edificio Dean Transmissions en el sitio. La excavación del sitio, que marca el inicio real de la construcción, comenzó en abril siguiente bajo la dirección de PCL Construction. El 17 de agosto de 2015 se emitió un permiso de construcción para construir la torre.

### Alto en la construcción

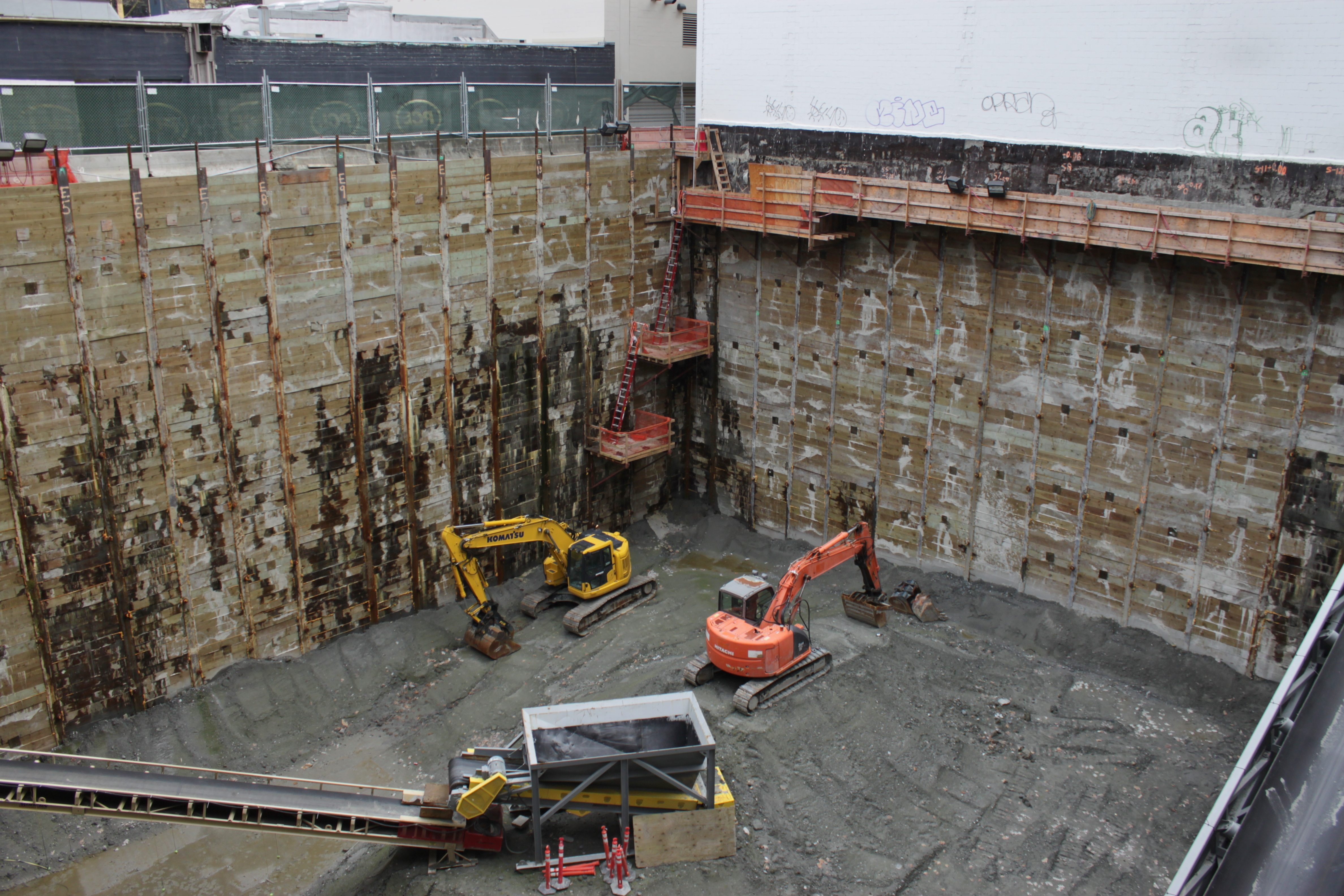
El sitio de la obra abandonada temporalmente en febrero de 2016.

El 24 de agosto de 2015, la SEC presentó una demanda por fraude de valores civiles en el Tribunal de Distrito de Estados Unidos. Contra Dargey y Path America, la compañía que administra el financiamiento EB-5 del proyecto de la Torre Potala y varios otros en la región. Al día siguiente, los activos de Dargey fueron confiscados, lo que obligó a detener la construcción de la torre; para entonces, la excavación había alcanzado una profundidad de 18 m y PCL anunció que detendría la construcción. La SEC alegó que Dargey desvió 17,6 millones de dólares de al menos 125 millones recaudados a través del programa EB-5 y los usó indebidamente para sí mismo, incluida la compra de su casa en Bellevue, transferencias entre proyectos y juegos de azar en casinos tan lejanos como Las Vegas.
En octubre, el juez del Tribunal de Distrito de los Estados Unidos, James Robart, ordenó que Path America y sus activos fueran retirados del control de Dargey y puestos en suspensión de pagos, incluido el proyecto de la Torre Potala. Un plan de recuperación fue presentado en enero por el administrador judicial, proponiendo vender todos los proyectos de Path America, que Dargey y varios inversores apuestos a la posible pérdida de la elegibilidad EB-5. En cambio, el Servicio de Ciudadanía e Inmigración de los Estados Unidos revocó el proyecto de la Torre Potala de elegibilidad EB-5 en marzo de 2016, cerrando la posibilidad de otorgar tarjetas verdes para los inversores del proyecto. El síndico recibió la aprobación parcial para vender el proyecto en abril; Se recibieron 13 ofertas por la propiedad y / o proyecto, incluidas las de la firma local Vulcan Real Estate, Molasky Group, con sede en Las Vegas, y el desarrollador e inversor original chino Binjiang Tower Corporation. El 20 de mayo de 2016, el juez James Robart aprobó un plan presentado por el administrador judicial en nombre de Molasky y Binjiang, comprometiendo 30 millones de dólares para el proyecto y permitiendo que la construcción se reanude en espera de la aprobación final de los inversores extranjeros; Dargey aprobó el plan después de que se llegara a un acuerdo con los nuevos desarrolladores para pagar 1,8 millones de dólares de los honorarios de abogados que había acumulado durante el juicio.

### Reanudación de construcción
El 6 de octubre de 2016 Molasky y Binjiang firmaron un acuerdo para reiniciar la construcción del proyecto, que sería renombrado y rebautizado. El trabajo en el proyecto se reanudó a finales de ese mes y está previsto que finalice en enero de 2019. En febrero de 2017, Molasky y Binjiang anunciaron que el proyecto había recaudado 325 millones de dólares en fondos para continuar trabajando en el proyecto. El proyecto fue rebautizado como "Arrivé" en mayo de 2017 y se coronó el año siguiente. La parte del hotel, operada por Hilton Worldwide bajo su marca Tapestry Collection como The Sound Hotel, abrió el 12 de febrero de 2019.